# Жан ван дер Вестгейзен
Жан ван дер Вестгейзен (англ. Jean van der Westhuyzen, нар. 9 грудня 1998) — австралійський веслувальник на каное, олімпійський чемпіон 2020 року, бронзовий призер Олімпійських ігор 2024 року.

## Виступи на Олімпіадах
| Олімпіада  | Дисципліна                     | Місце |
| ---------- | ------------------------------ | ----- |
| Токіо 2020 | байдарки-одиночки, 1000 метрів | 11    |
| Токіо 2020 | байдарки-двійки, 1000 метрів   | 1     |
| Париж 2024 | байдарки-двійки, 500 метрів    | 3     |

## Зовнішні посилання
- Жан ван дер Вестгейзен на сайті International Canoe Federation (англійська)
- Жан ван дер Вестгейзен на сайті Olympics.com (англійська)
- Жан ван дер Вестгейзен на сайті Olympedia (англійська)
- Жан ван дер Вестгейзен на сайті Australian Olympic Committee (англійська)